# Omizodes complanata
Omizodes complanata är en fjärilsart som beskrevs av Louis Beethoven Prout 1922. Omizodes complanata ingår i släktet Omizodes och familjen mätare. Inga underarter finns listade i Catalogue of Life.